# Hein-Direck Neu
Hein-Direck Neu (* 13. Februar 1944 in Bad Kreuznach; † 14. April 2017 in Wiesbaden) war ein deutscher Diskuswerfer, der von 1964 bis 1982 bei 58 Wettkämpfen das Nationaltrikot der Bundesrepublik trug.

## Karriere
Neu begann seine Karriere beim USC Mainz. Von 1970 bis 1978 startete er für Bayer 04 Leverkusen, ab 1981 war er wieder für Mainz aktiv. 1963 erreichte er seine erste Endkampfplatzierung bei Deutschen Meisterschaften mit einem sechsten Platz im Kugelstoßen, 1965 belegte Neu den zweiten Platz im Diskuswurf, bis 1977 erreichte er in 13 aufeinander folgenden Jahren eine Platzierung unter den besten drei Werfern, wobei er sechs Meistertitel gewann, 1977 unterlag er lediglich dem US-amerikanischen Olympiasieger Mac Wilkins, der eine Saison für den LAC Quelle Fürth startberechtigt war.
Bei den Europameisterschaften 1966 belegte Neu den elften Platz, acht Jahre später erreichte er erneut das Finale den Europameisterschaften in Rom und war am Ende Zwölfter. Neu nahm dreimal für die Bundesrepublik an den Olympischen Spielen teil: 1968 in Mexiko wurde er Neunter, 1972 in München schied er in der Qualifikation aus, und 1976 in Montreal wurde er Zwölfter. 1967 und 1970 gewann er bei der Universiade jeweils die Silbermedaille.
1967 übertraf Neu als erster Werfer aus der Bundesrepublik die 60-Meter-Marke, insgesamt steigerte er bis 1970 viermal den bundesdeutschen Rekord bis auf 63,98 m. Ab 1971 stand der von Dirk Wippermann verbesserte Rekord bei 65,88 m. Am 27. Mai 1977 steigerte Neu diesen Rekord in Bremerhaven auf 68,08 m. Dieser Rekord wurde erst 1988 von Wolfgang Schmidt übertroffen.
Am 21. Mai 1978 wurden in Hannover Hein-Direck Neu und der Kugelstoßer Joachim Krug des Anabolika-Dopings überführt. Neu und Krug waren bis zum Ende der deutschen Teilung die beiden letzten Athleten aus der bundesdeutschen Spitze, bei denen ein positiver Befund festgestellt werden konnte.
In einem Interview mit der Evaluierungskommission Freiburger Sportmedizin für ein wissenschaftliches Gutachten über den Sportmediziner Armin Klümper erklärte Neu, bis etwa 1970 hätten Funktionäre des Deutschen Leichtathletik-Verbandes den Athleten zu Anabolika geraten, diese seien ähnlich wie Bergbauarbeiter mit hohen energetischen Anforderungen konfrontiert. Klümper habe Athleten sogar im Flugzeug auf der Rückreise von einem Länderkampf Anabolika rezeptiert, sagte Neu. Seine Schilderungen verdeutlichen, dass  eine echte, rechtswirksame Aufklärung beim Doping Freiburger Provenienz nicht stattgefunden haben kann. Zudem berichtete Neu in dem Zeitzeugeninterview von der in den 1970er Jahren offenbar herrschenden Vorstellung, Athleten hätten damals bei dem Biochemiker Manfred Donike individuelle Absetzzeiten für Anabolika ermitteln lassen können. Neu verdeutlichte zudem, dass viele ehemaligen Athleten mit Anabolikamissbrauch sich eine systematische Gesundheitsnachsorge wünschten, die der Sport und die Politik bis heute nicht anbieten.
Neu absolvierte ein Lehramtsstudium in Sport und Englisch. Er arbeitete am Bischöflichen Willigis-Gymnasium in Mainz, wo er nach einer 35-jährigen Dienstzeit als Oberstudienrat pensioniert wurde.

## Deutsche Meisterschaften
Bei Deutschen Meisterschaften erreichte Neu im Diskuswurf folgende Endkampfplatzierungen:
- 1965: 2. Platz mit 52,33 m hinter Jens Reimers
- 1966: 1. Platz mit 57,83 m
- 1967: 1. Platz mit 58,30 m
- 1968: 1. Platz mit 59,42 m
- 1969: 1. Platz mit 59,62 m
- 1970: 2. Platz mit 60,70 m hinter Dirk Wippermann
- 1971: 3. Platz mit 57,46 m hinter Klaus-Peter Hennig und Dirk Wippermann
- 1972: 3. Platz mit 58,84 m hinter Dirk Wippermann und Heimo Reinitzer
- 1973: 2. Platz mit 61,54 m hinter Klaus-Peter Hennig
- 1974: 1. Platz mit 62,36 m
- 1975: 2. Platz mit 59,76 m hinter Klaus-Peter Hennig
- 1976: 1. Platz mit 60,24 m
- 1977: 2. Platz mit 62,54 m hinter Mac Wilkins
- 1981: 4. Platz mit 60,06 m hinter Alwin Wagner, Rolf Danneberg und Werner Hartmann
- 1982: 4. Platz mit 59,00 m hinter Alwin Wagner, Werner Hartmann und Rolf Danneberg